# Matthias Jacobs
Matthias Jacobs (* 2. Juli 1965 in Wiesbaden) ist Rechtswissenschaftler und seit 2005 Inhaber des Lehrstuhls für Bürgerliches Recht, Arbeitsrecht und Zivilprozessrecht an der Bucerius Law School in Hamburg.

## Leben
Er studierte Rechtswissenschaft in Mainz, legte 1992 das erste und 1996 das zweite juristische Staatsexamen ab.
1998 wurde Matthias Jacobs mit einer Dissertation über das Thema „Tarifeinheit und Tarifkonkurrenz“ in Mainz promoviert. Die Habilitation folgte 2004 mit einer Arbeit über „Der Gegenstand des Feststellungsverfahrens – Rechtsverhältnis und rechtliches Interesse bei Feststellungsstreitigkeiten vor Zivil- und Arbeitsgerichten“.
Zwischen 1997 und 2003 war Matthias Jacobs Geschäftsführer an der „Schule des deutschen Rechts“ der Jagiellonen-Universität Krakau, zwischen 2002 und 2003 auch geschäftsführender Assistent des „Europäischen Graduiertenkollegs Systemtransformation und Rechtsangleichung im zusammenwachsenden Europa“.
2004 und 2005 übernahm er Lehrstuhlvertretungen an den Universitäten Mannheim und Bielefeld. 2005 wurde er an die Bucerius Law School berufen. 2007 lehnte er einen Ruf der Universität Erlangen-Nürnberg und 2010 einen Ruf der Universität Heidelberg ab.
Von Mai 2014 bis Oktober 2020 war er Geschäftsführer des Deutschen Arbeitsgerichtsverbands und ist seitdem dessen Vizepräsident.
Matthias Jacobs forscht schwerpunktmäßig im Arbeitsrecht (vor allem im kollektiven Arbeitsrecht) und im allgemeinen Zivilrecht (Schuldrecht). Er ist verheiratet und hat vier Kinder.

## Publikationen
- Manfred Lieb, Matthias Jacobs: Arbeitsrecht. 9. Auflage. Beck, Heidelberg 2006, ISBN 3-8114-8006-5.
- Matthias Jacobs, Rüdiger Krause, Hartmut Oetker: Tarifvertragsrecht, Beck, München 2007, ISBN  978-3-406-54945-8.